# Glyphotmethis sevketi
Glyphotmethis sevketi är en insektsart som först beskrevs av Willy Adolf Theodor Ramme 1951.  Glyphotmethis sevketi ingår i släktet Glyphotmethis och familjen Pamphagidae. Inga underarter finns listade i Catalogue of Life.